# فرهاد مشيري
فرهاد مشيري (بالفارسية: اردوان فرهاد مشیری)‏ (18 مايو 1955 في إيران - ) رائد أعمال، وشخصية أعمال من إيران.